# Instrumentenverstärker
Ein Instrumentenverstärker oder Instrumentierungsverstärker (englisch instrumentation amplifier oder kurz InAmp) ist eine besonders präzise Operationsverstärker-Schaltung mit sehr hochohmigen (typischerweise 109 bis 1012 Ω) Eingängen. Sie ist auch komplett als integrierter Schaltkreis mit fix eingebauten und werkseitig getrimmten Widerständen erhältlich.
Instrumentenverstärker zeichnen sich durch ein besonders hohes Gleichtaktunterdrückungsverhältnis (englisch common mode rejection ratio, CMRR) sowie geringe Eingangs-Offsetspannungen aus.

## Funktion
Der Verstärkungsfaktor mittels Gegenkopplung ist bei integrierten Instrumentenverstärkern – anders als bei gewöhnlichen Operationsverstärkern (OPV) – durch interne, getrimmte Widerstände in gewissen Bereichen vordefiniert. Bei manchen Typen kann die Verstärkung zusätzlich durch externe Widerstände in bestimmten Grenzen variiert werden. Der Instrumentenverstärker kann auch mittels einzelner Operationsverstärker diskret aufgebaut werden – das erfordert allerdings die Verwendung sehr genau aufeinander abgeglichener Widerstände mit guter thermischer Kopplung. Aufgrund dieser Schwierigkeiten werden Instrumentenverstärker meist in Form von integrierten Schaltungen eingesetzt.
Wegen der hohen Gleichtaktunterdrückung gegenüber eingekoppelten Streufeldern, wie zum Beispiel des Stromnetzes, werden Instrumentenverstärker in Messgeräten zur Aufzeichnung von EKG- und EEG-Ableitungen als Messverstärker eingesetzt. Aufgrund ihrer hohen Eingangsimpedanz eignen sie sich auch zur Verstärkung von Spannungssignalen von hochohmigen Sensoren, die fast stromlos zu messen sind, wie beispielsweise bei einer pH-Elektrode oder Piezokeramik-Sensoren. Sie werden auch eingesetzt, wo eine geringe Offsetspannung der Eingänge erforderlich ist, beispielsweise als Messverstärker an Dehnungsmessstreifen oder bei Thermoelementen.

## Schaltungsvarianten

### Drei OPVs

Schaltung eines Instrumentenverstärkers mit 3 OPVs

Die bekanntere Instrumentenverstärker-Schaltung besteht aus drei Operationsverstärkern, wobei die ersten beiden als Verstärkerstufen arbeiten und der dritte als Subtrahierer geschaltet ist und die Gleichtaktunterdrückung realisiert.
Die Ausgangsspannung {\displaystyle U_{a}} als Funktion der Eingangs-Spannungsdifferenz der Schaltung mit drei OPVs beträgt:
{\displaystyle U_{a}=\left(1+{\frac {2R}{R_{\mathrm {gain} }}}\right)\cdot {\frac {R_{3}}{R_{2}}}\cdot (U_{2}-U_{1})}
Die Gleichtaktunterdrückung hängt von der präzisen Übereinstimmung des Verhältnisses der beiden Widerstände {\displaystyle R_{3}} und {\displaystyle R_{2}} zueinander ab. Diese müssen daher sehr genau und besonders driftarm sein. In integrierten Schaltungen weisen sie naturgemäß eine ähnliche Drift auf, da sie thermisch gekoppelt sind und mit der gleichen Technologie gefertigt wurden – ein Vorteil der Integration. Die Widerstände in integrierten Instrumentenverstärker-Schaltungen werden werksseitig abgeglichen, was den gegenüber gewöhnlichen Operationsverstärkern höheren Preis verursacht. Zur Änderung der Verstärkung wird ausschließlich {\displaystyle R_{\mathrm {gain} }} benutzt, dessen Anschlüsse daher oft von außen zugänglich sind.
Der naive Ansatz, also {\displaystyle R} kurzgeschlossen und {\displaystyle R_{\mathrm {gain} }} offen, besteht einfach aus einem Subtrahierer mit zwei vorgeschalteten Impedanzwandlern, um den Eingangswiderstand zu erhöhen. In diesem Aufbau arbeitet der Subtrahierer als Verstärker. Der Grund, warum diese Schaltung nicht verwendet wird, ist vor allem die schlechtere Gleichtaktunterdrückung.

### Zwei OPVs

Schaltung eines Instrumentenverstärkers mit 2 OPVs

Eine weitere Instrumentenverstärker-Schaltung besteht aus nur zwei Operationsverstärkern, wie in nebenstehender Abbildung skizziert. Funktionell ist sie gleich zu der Schaltung mit drei Operationsverstärkern, stellt allerdings höhere Ansprüche an die Offseteigenschaften der eingesetzten Operationsverstärker und ist bei der Gleichtaktunterdrückung in Praxis meist etwas schlechter. Der Vorteil ist der geringere Schaltungsaufwand.
Auch bei der Schaltung mit zwei Operationsverstärkern müssen die Widerstandspaare mit gleicher Bezeichnung möglichst gleiche Werte aufweisen. Bei dieser Instrumentenverstärkerschaltung führen Abweichungen dazu, dass sich die Gleichtaktunterdrückung verschlechtert.
Die Verstärkung wird auch in der Schaltung mit zwei OPVs mit nur einem Widerstand {\displaystyle R_{\mathrm {gain} }} eingestellt. Die Ausgangsspannung {\displaystyle U_{a}} ist bei abgeglichenen Widerständen gegeben als:
{\displaystyle U_{a}=\left(1+{\frac {R_{2}}{R_{1}}}+{\frac {2R_{2}}{R_{\mathrm {gain} }}}\right)\cdot (U_{2}-U_{1})}
Bei allen Schaltungsvarianten muss zur Festlegung der Verstärkung nur ein Widerstandswert {\displaystyle R_{\mathrm {gain} }} geändert werden, was einen besonderen Vorteil aller Instrumentenverstärker-Schaltungen darstellt.

## Beispiele integrierter Instrumentenverstärker
- AD620 Datenblatt (en)(pdf; 417 kB)
- AD624 Datenblatt (en)(pdf; 397 kB)
- INA111 Datenblatt (en)(pdf; 769 kB)
- INA114 Datenblatt (en)
- INA116 (sehr hochohmig ~3fA input bias!) Datenblatt (en) (PDF; 220 kB)